# Bienkoxenus beybienkoi
Bienkoxenus beybienkoi är en insektsart som först beskrevs av Stebaev 1964.  Bienkoxenus beybienkoi ingår i släktet Bienkoxenus och familjen vårtbitare. Inga underarter finns listade i Catalogue of Life.